# Espérance Sportive de Zarzis
O Espérance Sportive de Zarzis é um clube de futebol tunisiano com sede em Zarzis. A equipe compete no Campeonato Tunisiano de Futebol.

## História
O clube foi fundado em 1934.